# ULIM Chișinău
El Fotbal Club Universitatea Liberă Internațională din Moldova Chișinău (en español: Club de Fútbol Universidad Libre Internacional de Moldavia de Chisinau), conocido simplemente como ULIM Chișinău, fue un equipo de fútbol de Moldavia que jugó en la División Nacional de Moldavia, la primera división de fútbol en el país.

## Historia
Fue fundado en el año 1992 en la capital Chisináu con el nombre Codru Calarasi como uno de los equipos de expansión de la División Nacional de Moldavia en la temporada 1992/93, donde terminó en sexto lugar.
Al año siguiente tiene su mejor desempeño en la primera división nacional cuando termina en tercer lugar entre 16 equipos, aunque bastante lejos del primer lugar. El club desciende en la temporada 1996/97 luego de perder en el playoff de la permanencia.
En la siguiente temporada el club es adquirido por la Universitatea Liberă Internațională din Moldova y cambia su nombre por el de ULIM-Codru Calarasi y termina en noveno lugar de la Divizia A. En la siguiente temporada adopta el nombre ULIM-Tebas Chisinau por razones de patrocinio y termina en sexto lugar.
Al año siguiente pasa a llamarse ULIM Chișinău, donde estuvo dos temporadas más en la segunda división hasta quedar en último lugar entre 16 equipos en la temporada 2001/02 y desaparece.

## Nombres
- 1992-97 : FC Codru Călăraşi
- 1997-98 : ULIM-Codru Călăraşi
- 1998-99 : ULIM-Tebas Chişinău
- 1999-02 : ULIM Chişinău

## Jugadores

### Jugadores destacados
- Adrian Sosnovschi
- Oleg Fistican
- Iurie Osipenco